# NGC 1336
NGC 1336 este o galaxie lenticulară situată în constelația Cuptorul. A fost descoperită în 22 octombrie 1835 de către John Herschel. Se află la o distanță de 18,71 megaparseci de Pământ.